# Norman Taylor (aviron)
Norman Taylor, né le 15 avril 1899 et mort le 14 décembre 1980, est un rameur d'aviron canadien.

## Palmarès

### Jeux olympiques
- Paris 1924
  -  Médaille d'argent[1].